# جلالة (قرية)
قرية جلالة هي إحدى القرى التابعة لمركز الضبعة في محافظة مطروح في جمهورية مصر العربية. حسب إحصاءات سنة 2018، بلغ إجمالي السكان في جلالة 6,387 نسمة، منهم 3,401 رجل و 2,986 امرأة.